# Edgar Rangel Netto
| 2795 Lepage | 16 dicembre 1979 |
| 3175 Netto  | 16 dicembre 1979 |
| 4016 Sambre | 15 dicembre 1979 |
| 5160 Camoes | 23 dicembre 1979 |

Edgar Rangel Netto (...) è un astronomo brasiliano.
Il Minor Planet Center gli accredita la scoperta di otto asteroidi, effettuate nel 1979, tutte in collaborazione con Henri Debehogne.
Gli è stato dedicato l'asteroide 3175 Netto.